# Club Sportif Capesterrien
El CS Capesterrien es un equipo de fútbol de Guadalupe que juega en la Primera División de Guadalupe, la tercera división de fútbol en el país.

## Historia
Fue fundado en el año 1944 en la ciudad de Capesterre Belle-Eau, teniendo sus mejores épocas entre la década de los años 1950s y 1960s, en donde formaba parte de la División de Honor de Guadalupe, liga que ganó en tres ocasiones, y en donde también ganó la Copa de Guadalupe en dos ocasiones, aunque no juega en la máxima categoría desde la década de los años 1990s.
El club consiguió ganar la liga y la copa en la misma temporada en dos ocasiones.

## Palmarés
- División de Honor de Guadalupe: 3

1956/57, 1961/62, 1963/64
- Copa de Guadalupe: 2

1957, 1962

## Jugadores

### Jugadores destacados
- Claudy Urcel